# James H. Ward

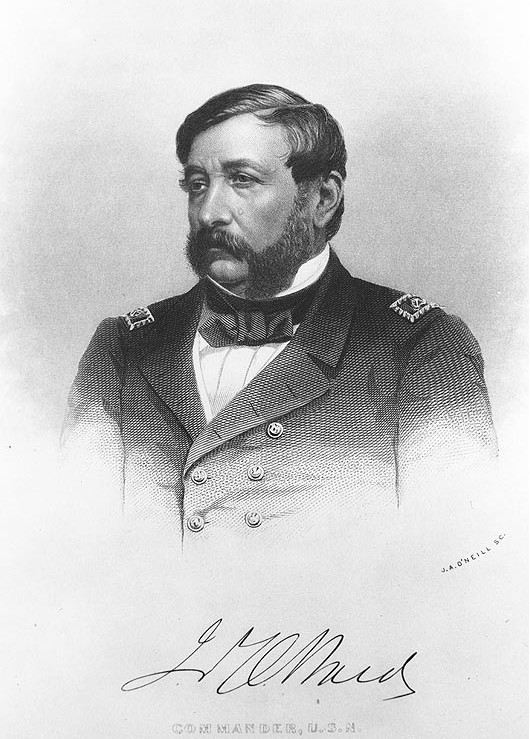
James H. Ward

Kapitein-luitenant ter zee James Harmon Ward (25 september 1806 – 27 juni 1861) was de eerste officier van de United States Navy die sneuvelde tijdens de Amerikaanse Burgeroorlog.

## Biografie
Hij werd geboren in Hartford, Connecticut. Na zijn lagere en middelbare school schreef hij zich aan de American Literary Scientific and Military Academy in Norwich, Vermont. Ward studeerde af in 1823 en kreeg een commissie als adelborst op 4 maart 1823. Hij diende op het fregat USS Constitution tijdens een cruise van vier jaar op de Middellandse Zee. Daarna kreeg hij een jaar verlof om zijn wetenschappelijke studies verder te zetten aan de Washington College, Hartford, Connecticut.
Na het afronden van zijn studies diende hij opnieuw in de Middellandse Zee langs de Afrikaanse kust in de strijd tegen de slavenhandel. Daarna diende hij in West-Indië tegen de piraterij.
Toen hij terugkeerde naar de Verenigde Staten gaf hij les aan de Zeevaartschool in Philadelphia, Pennsylvania. Hij publiceerde zijn leerschool in het boek met de titel:An Elementary Course of Instruction in Ordnance and Gunnery. Op 10 oktober 1845 werd in Annapolis, Maryland, de nieuwe United States Naval Academy geopend. Ward maakte deel uit van het lesgevend personeel waarbij hij zijn persoonlijke ervaringen kon doorgeven aan de studenten. 
Aan de vooravond van de Mexicaans-Amerikaanse Oorlog zochten vele officieren een commissie om op schepen in de Mexicaanse Golf te kunnen dienen. In 1847 kreeg Ward de USS Cumberland onder zijn bevel en diende op dit schip tijdens het volledige conflict. In 1848 kreeg hij het bevel over de stoomboot Vixen en diende op dit schip tot 1850.
Toen hij geen schepen onder zijn bevel had, diende Ward in de scheepswerven van Washington en Philadelphia. Daarna kreeg hij de USS Jamestown onder zijn hoede. Hiermee maakte hij jacht op slavenschepen voor de Afrikaanse kust. Tijdens zijn vrije uren werkte hij aan een tweede handleiding, namelijk A Manual of Naval Tactics die werd gepubliceerd in 1859.

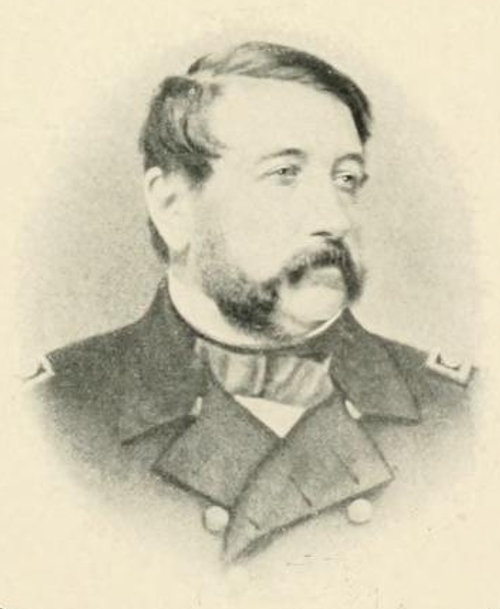
James Harman Ward

In 1860 werkte Ward in de scheepswerven van New York. Daar publiceerde hij een populair traktaat over stoomtechnieken, Steam for the Million. Toen in de lente van 1861 de Zuidelijke staten zich afscheurden en een aanval op Fort Sumter voorbereiden, gaf Gideon Welles de opdracht aan Ward om een ontzettingsmacht samen te stellen. Ward gaf zich op als vrijwilliger om de expeditie te leiden, maar Winfield Scott gaf zijn veto omdat hij een dergelijke expeditie niet zag zitten.
Ward wou een "flying squadron" samenstellen die vanuit Chesapeake Bay zou opereren om de Zuidelijke land- en zeestrijdkrachten aan te pakken die de Noordelijke hoofdstad bedreigden. Zijn voorstel werd aanvaard. Het flottielje bestond uit de USS Thomas Freeborn, tevens Wards vlaggenschip en de stoomboten USS Freelance en USS Alliance plus noch een drietal kleinere verkenningsschepen.
Deze eenheid, die later als de Potomac Flotilla bekend zou worden, voerde zijn eerste slag op 1 juni 1861 bij Aquia Creek. Op 27 juni zette Ward soldaten aan land om de Zuidelijke batterij bij Mathias Point in King George County, Virginia. Deze aanval mislukte door een te sterke tegenstand. Om de Noordelijke aftocht te dekken, liet Ward zijn schepen ondersteuningsvuur bieden. Hij werd geraakt door een kogel in de buikstreek en viel dodelijk gewond neer. Een uur later was hij overleden. Hij is de overgrootvader van de acteur Andy Devine.

## Schepen naar hem vernoemd
De USS Ward (DD-139) werd naar hem vernoemd.